# Gun Hill Road (stacja metra na Dyre Avenue Line)
Gun Hill Road – stacja metra nowojorskiego, na linii 5. Znajduje się w dzielnicy Bronx, w Nowym Jorku i zlokalizowana jest pomiędzy stacjami Baychester Avenue i Pelham Parkway. Została otwarta 29 maja 1912.